# Arrondissement Montbard
Montbard is een arrondissement van het Franse departement Côte-d'Or in de regio Bourgogne-Franche-Comté. De onderprefectuur is Montbard.

## Kantons
Het arrondissement was tot 2014 samengesteld uit de volgende kantons:
- kanton Aignay-le-Duc
- kanton Baigneux-les-Juifs
- kanton Châtillon-sur-Seine
- kanton Laignes
- kanton Montbard
- kanton Montigny-sur-Aube
- kanton Précy-sous-Thil
- kanton Recey-sur-Ource
- kanton Saulieu
- kanton Semur-en-Auxois
- kanton Venarey-les-Laumes
- kanton Vitteaux

Na de herindeling van de kantons bij decreet van 18 februari 2014, met uitwerking op 22 maart 2015, zijn dat :
- kanton Châtillon-sur-Seine
- kanton Montbard
- kanton Semur-en-Auxois